# Улица липа
Улица липа је српска ТВ серија снимана у продукцији Радио-телевизије Србије. 
Приказивала се од 2007. до 2015. године. Серија садржи 29 епизода у три сезоне. Прва сезона садржи 13, друга 6 и трећа 10 епизода. Планирано је да друга сезона садржи такође 13 епизода, али је због финансијских проблема снимање одложено, а затим снимљено 6 епизода. У новембру 2014. је почело снимање треће сезоне од десет епизода која је приказана у пролеће 2015. Редитељ серије је Мирослав Лекић, а сценарио је написала Мирјана Лазић. Многи познати српски глумци су учествовали у снимању ове серије.
У дужој паузи између два циклуса је дошло и до измена у глумачкој поставци. Ана Франић, која се у међувремену удала и преселила у Сплит, је затруднела и у задњем тренутку била спречена да игра у трећем циклусу серије. Њу ће у улози Наталије заменити Нада Шаргин. Јосиф Татић, који је у прва два циклуса играо Тихомира је у паузи између два циклуса преминуо и нико га неће заменити у тој улози.

## Радња
Серија почиње досељавањем труднице Нате у зграду у „Улици липа“. Све комшије се заинтересују, а посебно Недељко, први комшија. Прича прати животе разних станара у згради. Ната и Недељко се заљубљују и завршавају заједно тако што он настави да живи са њом и њеним новорођеним сином. Тихомир и Ибољка су старији пар у приземљу зграде који проживљавају своје пензионерске дане интересујући се за све комшије. У тој згради живи и њихова ћерка Лидија, њен муж Гаги и њихов син Лука. Лидија и Гаги пролазе кроз тежак период кад она сазна да је вара. Међутим, на крају се помире. Остали станари су Сашка, психолог и самохрана мајка Дарка, Лукиног друга, које сваки дан посећује Сашкина мајка Дуда, енергична, живахна и помало необична за своје године. Такође, ту су Жиле и Ненси (власница фризерског салона „Ненси“), пар са две ћерке, који пролазе кроз своје проблеме. Серија обрађује многе теме из свакодневног живота као што су љубав, превара, љубомора...

## Улоге
| Глумац                 | Улога         |
| ---------------------- | ------------- |
| Радмила Живковић       | Ибољка        |
| Јосиф Татић            | Тихомир       |
| Ана Франић Нада Шаргин | Наталија      |
| Драган Мићановић       | Недељко       |
| Милорад Мандић Манда   | Гаги          |
| Александра Јанковић    | Лидија        |
| Наташа Нинковић        | Сашка         |
| Светлана Бојковић      | Дуда          |
| Анита Манчић           | Ненси         |
| Бранко Цвејић          | Жиле          |
| Александра Николић     | Веска         |
| Ненад Јездић           | Зоки          |
| Јелена Ракочевић       | Нина          |
| Драгана Милошевић      | Милица        |
| Предраг Ејдус          | Обрен         |
| Војин Ћетковић         | Иван          |
| Бојана Бамбић          | Анђа          |
| Јелена Гавриловић      | Ирена         |
| Даница Тодоровић       | Дана          |
| Власта Велисављевић    | Ђорђе         |
| Вук Костић             | „Ладни“       |
| Христина Поповић       | Дина          |
| Ђурђија Цветић         | Савка         |
| Миодраг Крстовић       | Рале          |
| Милош Лукић            | Дарко         |
| Бојан Лазић            | Лука          |
| Татјана Бељакова       | Госпођа Штајн |
| Даница Радуловић       | Вера          |
| Раде Марковић          | Мајстор       |